# Percina sipsi
Percina sipsi är en fiskart som beskrevs av Williams och Neely 2007. Percina sipsi ingår i släktet Percina och familjen abborrfiskar. Inga underarter finns listade i Catalogue of Life.